# Maltby le Marsh
Maltby le Marsh est une paroisse civile et un village du Lincolnshire, en Angleterre.